# Desportivo da Praia
El Desportivo da Praia es un equipo de fútbol de Cabo Verde, de la localidad de Praia en la isla de Santiago, y participa en el campeonato regional de Santiago Sur. Es conocido como los militares ya que pertenece a ese cuerpo. También dispone de un equipo de balonmano.

## Estadio

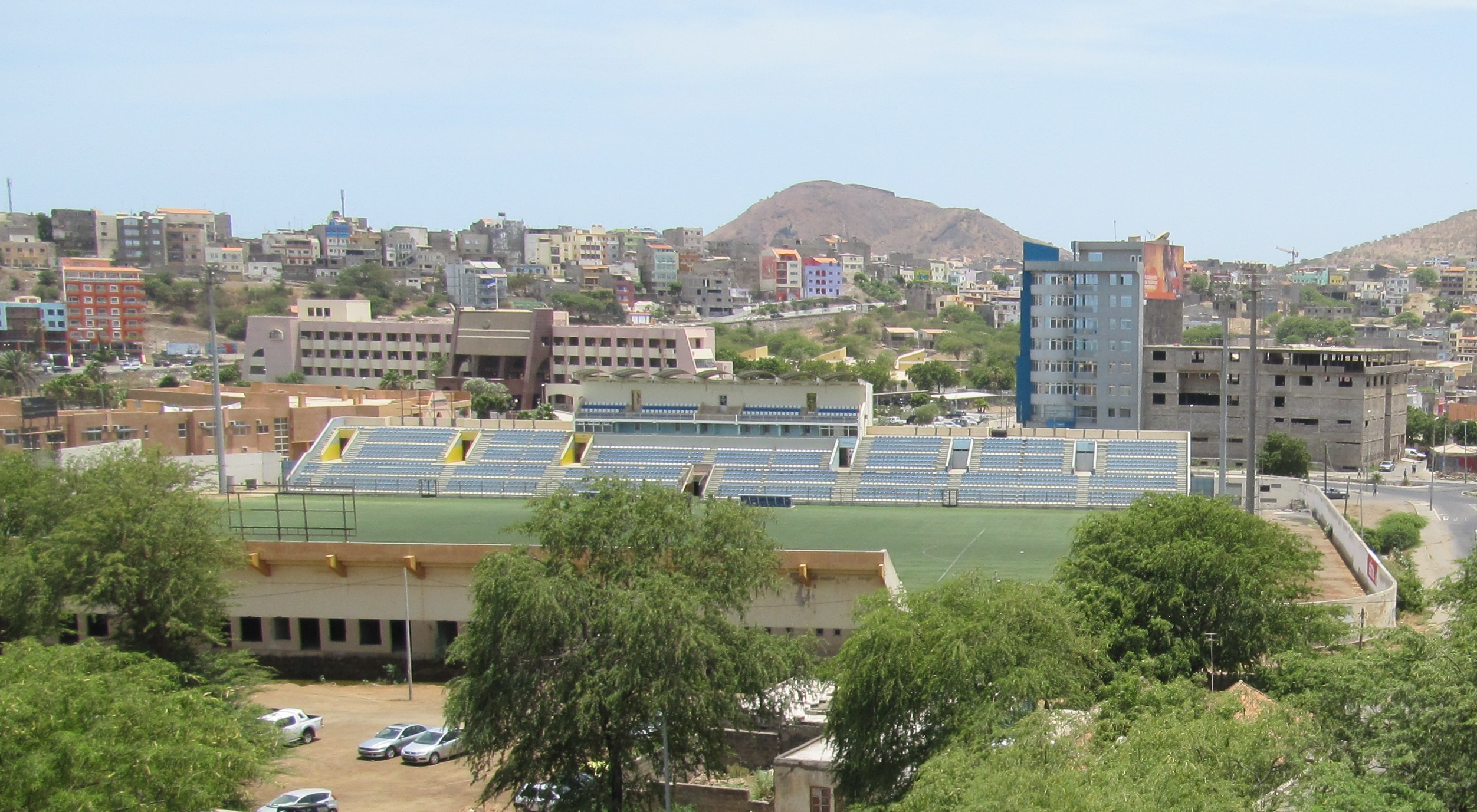
Estadio de Várzea.

El Desportivo da Praia juega en el estadio de Várzea, el cual comparte con el resto de equipos de la ciudad, ya que en él se juegan todos los partidos del campeonato regional de Santiago Sur. Tiene una capacidad para 8.000 espectadores.
Los entrenamientos son realizados en el estadio de Várzea.

## Palmarés
- Campeonato regional de Santiago Sur: 1

2015-16
- Torneo de apertura: 2

2014 y 2015

## Otras secciones y filiales
El club dispone de un equipo masculino de balonmano.